# کالوم چتل
کالوم چتل (انگلیسی: Callum Chettle؛ زادهٔ ۲۸ اوت ۱۹۹۶) بازیکن فوتبال است.
از باشگاه‌هایی که در آن بازی کرده‌است می‌توان به باشگاه فوتبال نانیتون تاون، باشگاه فوتبال پیتربورو یونایتد، باشگاه فوتبال فایلد، و باشگاه فوتبال ایلکستون اشاره کرد.
وی همچنین در تیم ملی فوتبال England C بازی کرده‌است.